# 1924年シャモニー・モンブランオリンピックのミリタリーパトロール競技

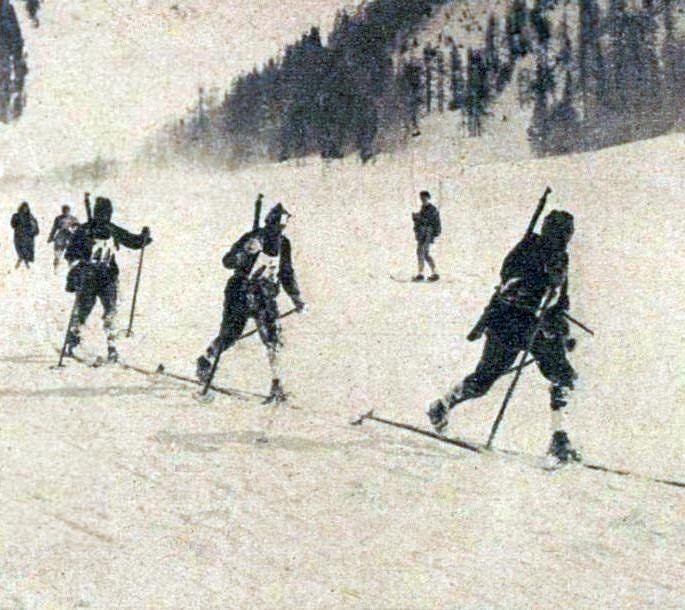
ミリタリーパトロール競技

1924年シャモニー・モンブランオリンピックのミリタリーパトロール（military patrol、軍事偵察）競技（1924ねんシャモニー・モンブランオリンピックのミリタリーパトロールきょうぎ）はシャモニーのシュターデ・オランピク・デ・シャモニーで開催された。
競技は1チーム4人が30kmのクロスカントリースキーを走り、そのうち3人がコースの中間点に設けられた射場で250m離れた的に計18発の射撃を行い、4人全員がゴールした時点で競技終了となった。射撃では1発命中する毎に30秒がボーナスとしてトータルタイムから差し引かれた。
ミリタリーパトロールがオリンピックで正式競技として実施されたのは1924年大会のみで、その後、1928年、1936年、1948年に公開競技として実施された。ミリタリーパトロールの後身となるバイアスロンが、1960年スコーバレーオリンピックから実施されている。

## 競技結果
- 1924年1月29日

| 順位     | 国・地域         | 氏名                                                                                              | タイム        | 成功ショット | 総合タイム    |
| -------- | ---------------- | ------------------------------------------------------------------------------------------------- | ------------- | ------------ | ------------- |
| 金       | スイス           | アドルフ・アウフデンブラッテン アルフォンス・ユーレン アントワーヌ・ユーレン ドニ・ヴォーシェール | 4時間00分06秒 | 8            | 3時間56分06秒 |
| 銀       | フィンランド     | アウグスト・エスケリネン ヘイッキ・ヒルボネン マルッティ・ラッパライネン ヴェイノ・ブレメル       | 4時間05分40秒 | 11           | 4時間00分10秒 |
| 銅       | フランス         | アンドレ・ヴァンデル カミーユ・マンドリヨン ジョルジュ・ベルゼ モーリス・マンドリヨン             | 4時間19分53秒 | 2            | 4時間18分53秒 |
| 4        | チェコスロバキア | Bohuslav Josífek Jan Mittlöhner Josef Bím Karel Buchta                                            | 4時間22分24秒 | 5            | 4時間19分54秒 |
| 途中棄権 | イタリア         | Piero Dente, Albino Bich Goffredo Lagger Paolo Francia                                            |               |              |               |
| 途中棄権 | ポーランド       | Stanisław Chrobak Stanisław Kądziołka Szczepan Witkowski Zbigniew Wóycicki                        |               |              |               |

## 各国メダル数
| 順 | 国・地域     | 金 | 銀 | 銅 | 計 |
| -- | ------------ | -- | -- | -- | -- |
| 1  | スイス       | 1  | 0  | 0  | 1  |
| 2  | フィンランド | 0  | 1  | 0  | 1  |
| 3  | フランス     | 0  | 0  | 1  | 1  |